# パキオ
パキオ（1984年8月19日 - ）は、日本のピン芸人、ものまねタレント。「小笠原 ミニ大（おがさわら ミニひろ）」としても活動している。旧芸名および本名は「比嘉 速人（ひが はやと）」。

## 来歴
沖縄県宜野湾市出身。沖縄県立西原高等学校2年より野球を始める。卒業後に会社員、フリーター、東京コミュニケーションアート専門学校、お笑い養成所を経て、フリーのピン芸人となり、2014年より浅井企画所属。
2015年に本人がモノマネをしている小笠原道大とドラゴンズファンフェスタで初の対面をする。
現在は身体障害を持つ選手達が野球をプレーする野球チーム「市川ドリームスターズ」のGM補佐としても活動。

## 芸風

### 比嘉速人として
美術が得意であり、自身が制作した小道具を使ったネタをメインとする。

### 小笠原ミニ大
小笠原道大選手のモノマネをネタとする。本人と同じ右投げ左打ち。

## 出演
- 博士と助手〜細かすぎて伝わらないモノマネ選手権〜
- グラ天（YouTubeチャンネル）